# Discodes anthores
Discodes anthores är en stekelart som först beskrevs av Walker 1848.  Discodes anthores ingår i släktet Discodes och familjen sköldlussteklar. Arten är reproducerande i Sverige. Inga underarter finns listade i Catalogue of Life.